# Tincova
Tincova – wieś w Rumunii, w okręgu Caraș-Severin, w gminie Sacu. W 2011 roku liczyła 460 mieszkańców. 